# Мерл чорночеревий
Мерл чорночеревий (Notopholia corusca) — вид горобцеподібних птахів родини шпакових (Sturnidae). Мешкає в Східній і Південній Африці. Це єдиний представник монотипового роду Чорночеревий мерл (Notopholia).

## Підвиди
Виділяють два підвиди:
- N. c. corusca (Nordmann, 1835) — східне і південне узбережжя Африки;
- N. c. vaughani (Bannerman, 1926) — острів Пемба (Танзанія).

## Поширення і екологія
Чорночереві мерли живуть в тропічних лісах східноафрикаського узбережжя від Сомалі до південноафриканської провінції Західний Кейп, а також на островах Занзібарського архіпелагу.